# Kosaciec bródkowy

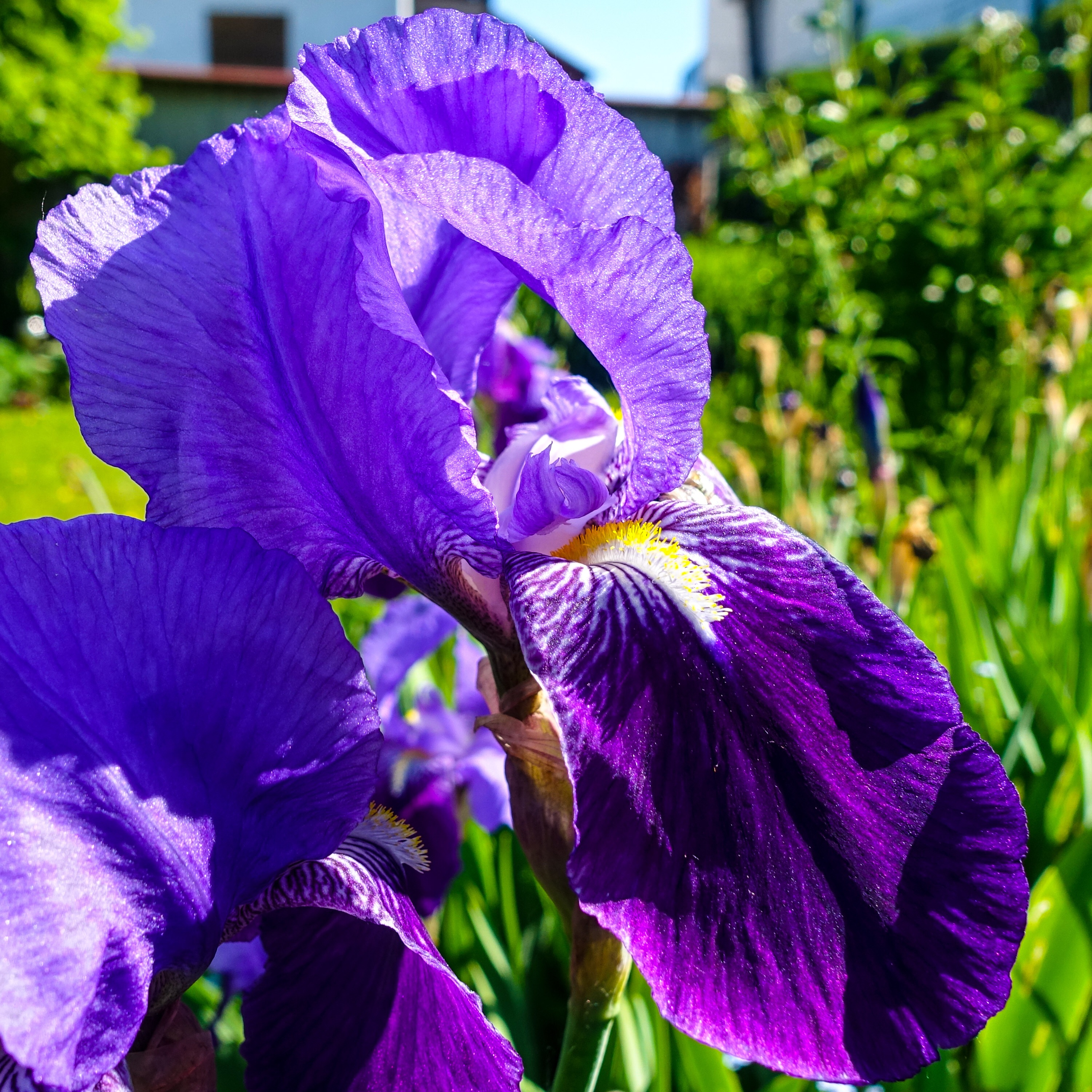
Kosaciec bródkowy

Kosaciec bródkowy, kosaciec niemiecki (Iris × germanica L.) – gatunek byliny z rodziny kosaćcowatych (Iridaceae). Przypuszczalnie jest naturalnym mieszańcem I. variegata i I. pallida. Pochodzi prawdopodobnie z basenu Morza Śródziemnego, uprawiany w wielu innych krajach. Kwitnie w maju i na początku czerwca.

## Morfologia
PokrójRośliny tego gatunku dorastają do ok. 80 cm wysokości. Gatunek jest bardzo zmienny – uzyskano liczne odmiany uprawne różniące się znacznie wielkością roślin i kwiatów.
LiścieSzablaste.
KwiatyNa szczycie rozgałęzionego pędu kwiatowego. Poszczególne kwiaty o budowie typowej dla kosaćców – zewnętrzne trzy listki okwiatu są odgięte, a trzy znajdujące się wewnątrz są wzniesione. Wzdłuż środkowej części listków wywiniętych na zewnątrz wyrastają krótkie włoski zwane bródką (stąd nazwa). Listki okwiatu są niebiesko-liliowe, podczas gdy bródka ma barwę żółtą.

## Uprawa
Kosaciec bródkowy uprawiany jest jako roślina ozdobna na rabatach bylinowych oraz na kwiaty cięte. Wymaga żyznych próchniczych gleb oraz słonecznego lub półcienistego miejsca. Źle rośnie na glebie kamienistej i piaszczystej. Zwłaszcza w okresie wzrostu i kwitnienia potrzebuje dużo wody. Rozmnażanie, a także przesadzanie, należy wykonywać od początku sierpnia do października.

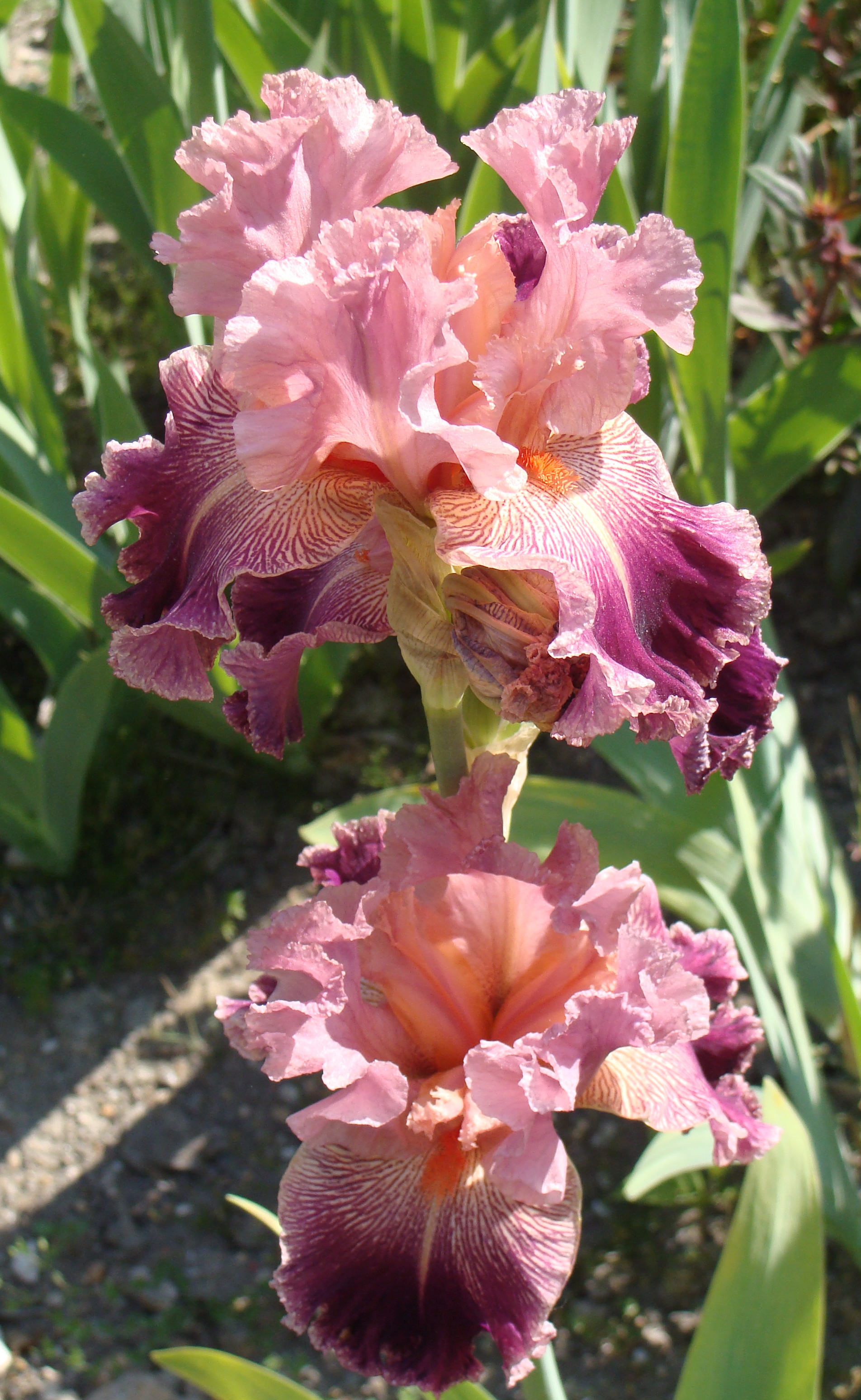
Odmiana ‘Barocco’
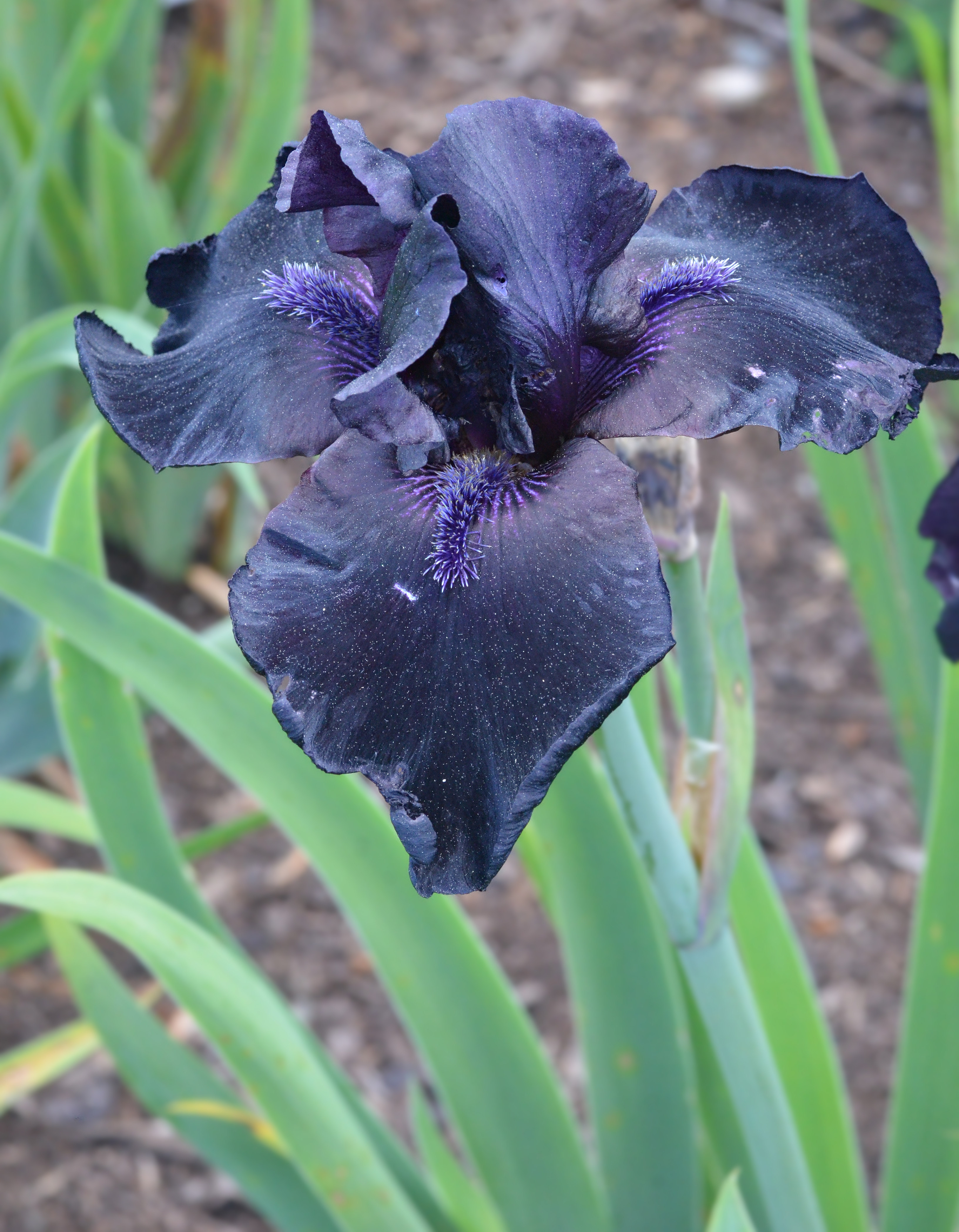
Odmiana ‘Before the Storm’
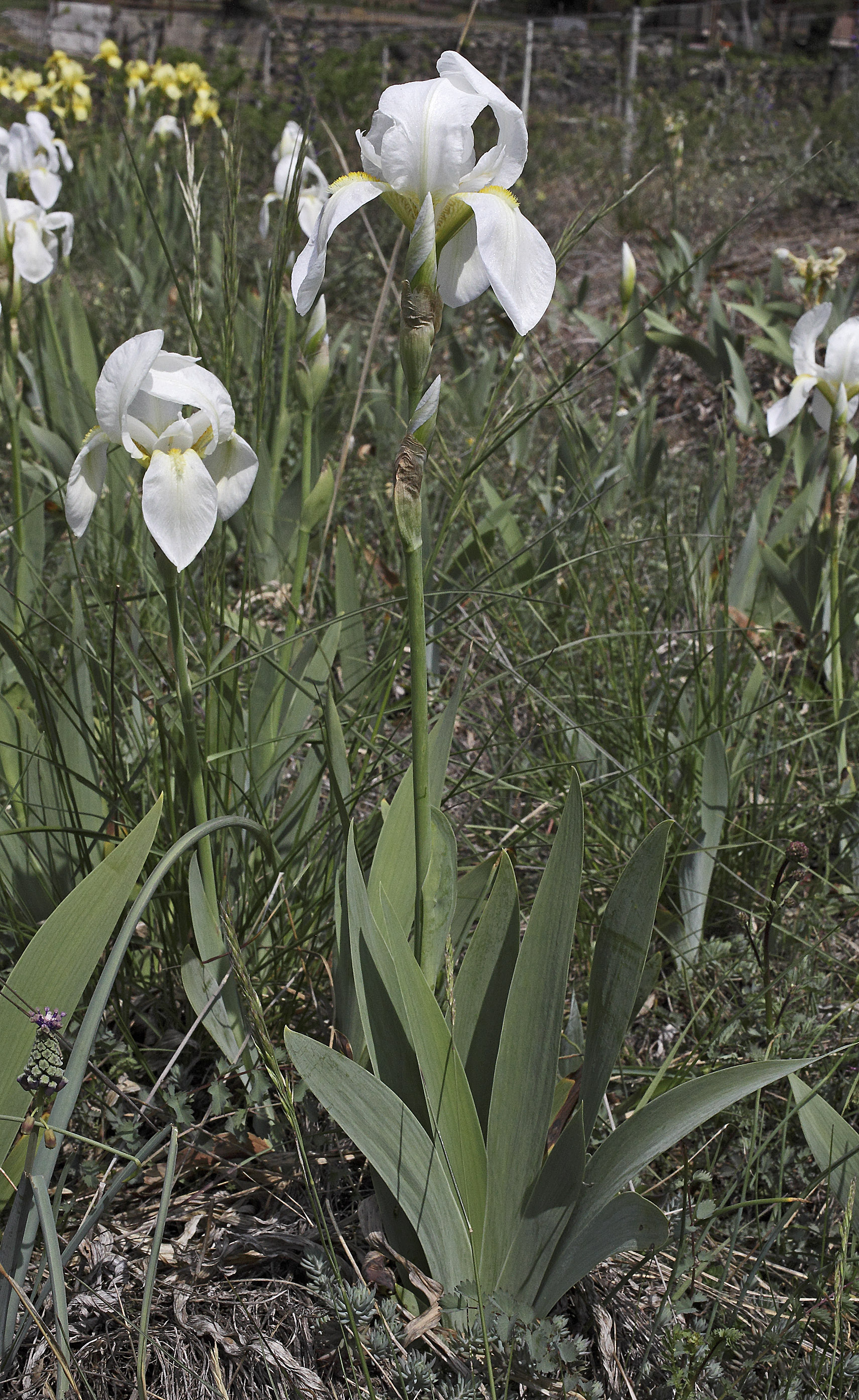
Odmiana ‘Florentina’

## Zastosowanie
Roślina lecznicza – surowcem leczniczym jest kłącze zawierające 0,2–0,3% olejku eterycznego (m.in. kwas mirystynowy), 6–8% garbników, około 8% oleju tłustego, około 6% związków cukrowych, 50% skrobi i do 10% śluzu. Ponadto zawiera flawonoidy, irydynę i sole mineralne. Kłącze kosaćca stosuje się w lecznictwie wyłącznie jako składnik wykrztuśnych i moczopędnych mieszanek ziołowych.
Najszersze zastosowanie kłącze kosaćca ma w perfumerii jako utrwalacz zapachów. W kosmetyce sproszkowane kłącze dawniej było dodatkiem do proszków do czyszczenia zębów oraz zasypek przeciwpotowych.